# Kerk van Sebaldeburen
De Hervormde kerk van Sebaldeburen  is een eenvoudige zaalkerk  uit 1807 in het Groningse dorp Sebaldeburen. Het gebouw werd in 1973  aangewezen als rijksmonument. 
De huidige kerk is waarschijnlijk het derde kerkgebouw in het dorp. Oorspronkelijk had het dorp een kruiskerk. Daarop volgde een zaalkerk. Deze werd in 1807 vervangen door de huidige kerk, waarbij de toenmalige predikant Nicolaas Westendorp een doorslaggevende rol heeft gespeeld. 
Achter de kerk staat de pastorie uit 1934 die zelfstandig wordt beschermd als rijksmonument. 